# Секунд-ротмістр
Секунд-ротмістр — у 1730—1797 роках, в Російській імперії військовий чин X класу в Табелі про ранги, у кавалерійських частинах. Відповідав піхотному капітан-поручику.
З 1797 року в кавалерії з’являється чин  штабс-ротмістара (також X класу).

## Відповідність
- Колезький секретар — цивільний чин;
- Капітан-поручик — піхота;
- Лейтенант — флот.

## Див. Також
- Військове звання
- Табель про ранги
- Ротмістр
- Штабс-ротмістр